# Akadálymentes turizmus

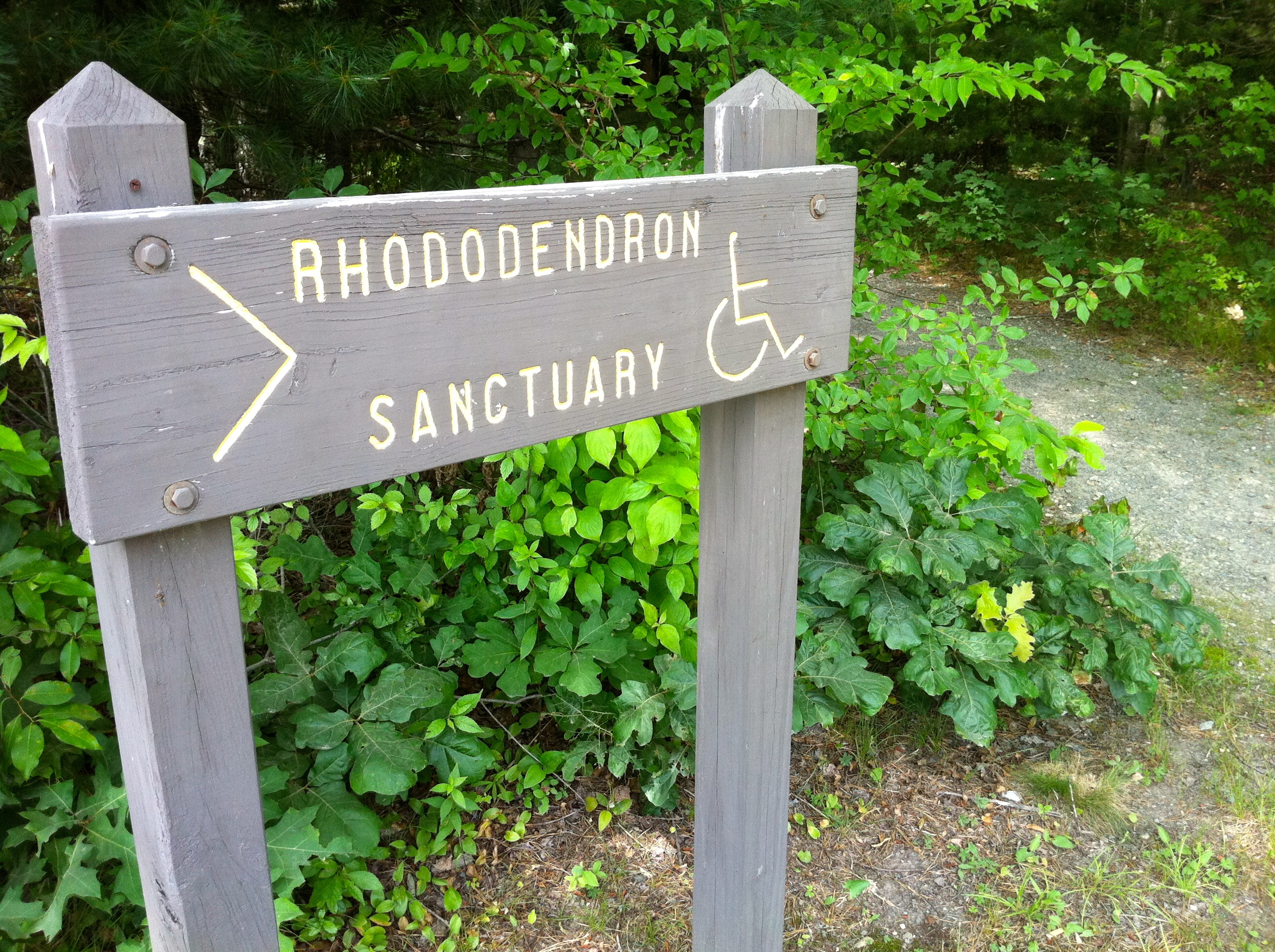
Nehantic Trail - Rhododendron Sanctuary Trail entrance and Wheelchair-accessible sign

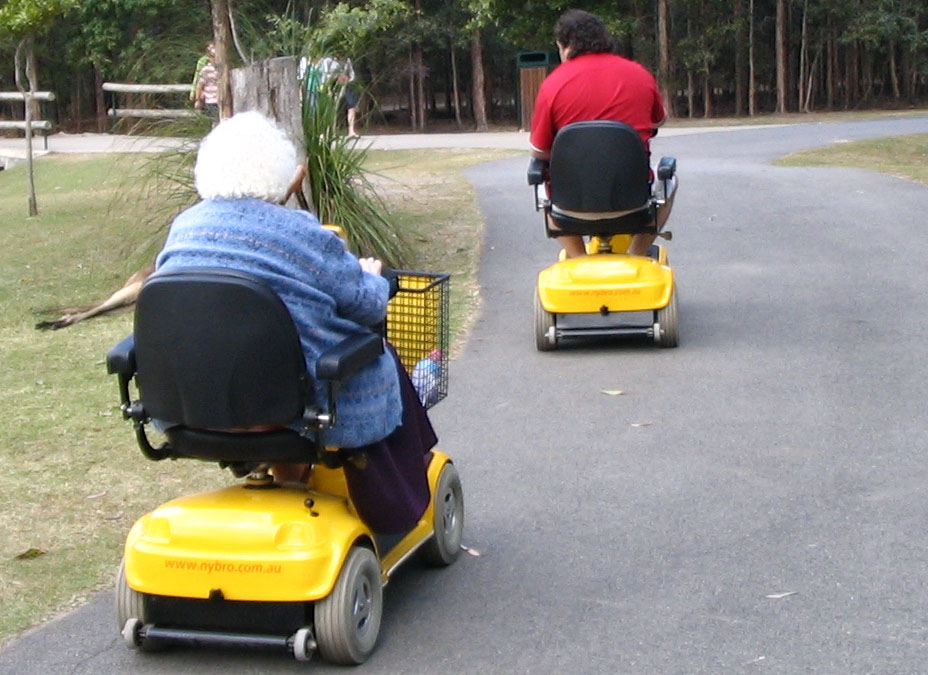
Az esélyegyenlőség egy már megoldott esete a mozgássegítő kisautó

Az akadálymentes turizmus egy folyamatos törekvés, mely arra irányul, hogy minden úti cél, idegenforgalmi termék és szolgáltatás elérhető legyen minden ember számára, függetlenül bármely fizikai korláttól, fogyatékosságtól vagy kortól. Ez a magán- és a köztulajdonban lévő turisztikai helyszínekre egyformán vonatkozik. A fejlesztések nemcsak az állandó fogyatékossággal élők számára előnyösek, hanem a babakocsival közlekedő szülők, az idősebb utasok, az ideiglenesen sérült (például törött lábbal érkező) látogatók és rokonaik, barátaik, kísérőik (segítőik) számára.

## Áttekintés
2008-ban Európa lakosságából több, mint 50 millióan voltak fogyatékosok, világszerte pedig mintegy 600 millióan. Ha az akadálymentes turizmus fent említett előnyeit tekintjük, az mintegy 130 millió embert érint csak Európában. A társadalmi hasznon kívül ez a piac új befektetési lehetőségeket és új szolgáltatási követelményeket támaszt, amelyeknek az átlagos utazási irodák, közlekedési vállalatok, és a turisztikai szektor egyéb kulcsképviselői ritkán tudnak megfelelni. 
Az Európai Hálózat az Akadálymentes Turizmusért (European Network for Accessible Tourism, ENAT) összeállította az akadálymentes idegenforgalom megvalósításához szükséges követelményeket:
- úticélok határok nélkül: infrastruktúra
- utazás: minden utas számára földön, vízen, levegőben
- magas minőségű szolgáltatások: ehhez képzett személyzet
- tevékenységek, látnivalók, kiállítási tárgyak: lehetővé téve, hogy mindenki részt vehessen a turizmusban
- marketing, foglalási rendszerek, honlapok és szolgáltatások: mindenki számára elérhetőek legyenek (pl. akadálymentes honlapok)

## Igények és szükségletek
A fogyatékos vendégek az alábbi problémákkal találják szembe magukat, amikor utazást szeretnének foglalni:
- legfeljebb félig akadálymentes honlapok
- nincs akadálymentes repülőtéri transzfer
- nincsenek kerekesszékkel használható járművek
- nincsen elég akadálymentes, illetve használható szálláshely
- nincs szakképzett személyzet, aki tájékoztatni tudná a vendéget az akadálymentes lehetőségekről
- nincs megbízható információ egy adott látványosság (templom, vár, kiállítás stb.) akadálymentes megközelíthetőségéről
- nincsenek akadálymentes éttermek, bárok stb.
- nincsenek akadálymentes mosdók az éttermekben és a közterületeken
- akadályozott az utcai közlekedés (járdán parkoló autók stb.)
- nem állnak rendelkezésre segédeszközök (kerekesszékek, fürdőkád-ülőkék, vécémagasítók, elektromos robogók)

## Rövid történet
Elsősorban európai és amerikai cégek foglalkoznak a kérdéssel. Világszerte egyre több vállalkozás létesül elsősorban a "szenior turizmus" révén növekvő igény kielégítésére, mivel a fejlett országokban magasabb a várható életkor. Portugália, Spanyolország, az Egyesült Királyság, Németország, Franciaország és néhány észak-európai állam egyre inkább felkészül a kerekesszékes vendégek fogadására, és az akadálymentes közlekedés biztosítására.

## Lásd még
- Akadálymentes német vonat
- Akadálymentes angol vonat
- Még egy akadálymentes német vonat
- Svájci gyártmányú akadálymentes német vonat
- Akadálymentesítés

## Fordítás
- Ez a szócikk részben vagy egészben  az   Accessible tourism című angol Wikipédia-szócikk ezen változatának fordításán alapul.  Az eredeti cikk szerkesztőit annak laptörténete sorolja fel. Ez a jelzés csupán a megfogalmazás eredetét és a szerzői jogokat jelzi, nem szolgál a cikkben szereplő információk forrásmegjelöléseként.

## Külső hivatkozások
- Akadálymentes közlekedés[halott link] - Open Directory Project
- Látássérültek turizmusa, akadálymentesítés látássérültek számára - GravoBraille Kft[halott link]